# 1095

## Události
- listopad – Clermontský koncil, papež vyzýval křesťany k osvobození Svaté země
- založen španělský klášter Carrión de los Condes

## Narození
- 4. července – Usáma Ibn Munkiz, severosyrský emír, válečník, politik, dvořan a spisovatel († 16. listopadu 1188)
- 22. prosince – Roger II. Sicilský, sicilský král († 26. února 1154)
- ? – Viktor IV. (1159–1164), vzdoropapež († 20. dubna 1164)

## Úmrtí
- 29. července – Ladislav I. Svatý, uherský král (* 27. června 1040)
- 18. srpna – Olaf I. Dánský, dánský král (* 1050)
- ? – Šen Kua, čínský vědec a státník Říše Sung (* 1031)

## Hlava státu
- České knížectví – Břetislav II.
- Svatá říše římská – Jindřich IV.
- Papež – Urban II.
- Anglické království – Vilém II. Ryšavý
- Francouzské království – Filip I.
- Polské knížectví – Vladislav I. Herman
- Uherské království – Ladislav I. – Koloman
- Byzantská říše – Alexios I. Komnenos